# Annett Neumann
Annett Neumann (ur. 31 stycznia 1970 w Lauchhammer) – niemiecka kolarka torowa, srebrna medalistka olimpijska oraz trzykrotna medalistka mistrzostw świata.

## Kariera
Pierwszy sukces Annett Neumann osiągnęła w 1989 roku, kiedy zajęła drugie miejsce w sprincie indywidualnym w zawodach w Paryżu. Dwa lata później, podczas mistrzostw świata w Stuttgarcie wywalczyła srebrny medal w tej samej konkurencji – wyprzedziła ją tylko Holenderka Ingrid Haringa. Na igrzyskach olimpijskich w Barcelonie w 1992 roku także była druga, tym razem ulegając jedynie Erice Salumäe z Estonii. Kolejne dwa srebrne medale zdobyła podczas mistrzostw świata w Manchesterze w 1996 roku, zarówno w sprincie indywidualnym jak i wyścigu na 500 m była druga za Francuzką Félicią Ballanger. W tym samym roku brała również udział w igrzyskach olimpijskich w Atlancie, gdzie rywalizację w sprincie indywidualnym zakończyła na czwartej pozycji, przegrywając walkę o brązowy medal z Haringą.